# تپه شماره دو زیاران
تپه شماره دو زیاران مربوط به هزاره ۵ قبل از میلاد است و در شهرستان آبیک، روستای زیاران واقع شده و این اثر در تاریخ ۲۷ مرداد ۱۳۶۴ با شمارهٔ ثبت ۱۶۸۲ به‌عنوان یکی از آثار ملی ایران به ثبت رسیده است.